# Džon Stosel
Džon Frank Stosel (rođen 6. mart 1947) američka je televizijska ličnost, autor i libertarijanski naučnik, poznat po karijeri i na ABC vestima i na Foksovom poslovnom kanalu.
Stoselov stil kombinuje izveštavanje i komentare. On odražava libertarijansku političku filozofiju i poglede na ekonomiju koji u velikoj meri podržavaju slobodno tržište. Svoju novinarsku karijeru je započeo kao istraživač za KGW-TV, bio je potrošački novinar na WCBS-TV u Njujorku, a zatim se pridružio ABC vestima kao potrošački urednik i reporter emisije Good Morning America. Stosel je postao dopisnik ABC vesti, pridruživši se nedeljnom programu informativnog magazina 20/20, gde je kasnije postao voditelj. Oktobra 2009. godine Stosel je napustio ABC vesti kako bi se pridružio Foksovom poslovonom kanalu. On je bio domaćin nedeljne informativne emisije na Foks biznisu, Stosel, od decembra 2009. do decembra 2016. godine.
Stosel je dobio 19 nagrada Emi i pet nagrada od Nacionalnog kluba štampe. Stosel je napisao tri knjige: Give Me a Break 2004. godne, Myths, Lies, and Downright Stupidity iz 2007. godine, i No They Can't! Why Government Fails but Individuals Succeed u u 2012. godini

## Detinjstvo i mladost
Džon F. Stosel je rođen 6. marta 1947, u Čikago Hajtsu u Ilinoisu, kao mlađi od dva sina, jevrejskih roditelja koji su napustili Nemačku pre nego što se Hitler domogao vlasti. Oni su se pridružili kongregacionoj crkvi SAD, i Stosel je uzgajen kao protestant. On je odrastao na imućnoj Severnoj obali Čikaga i maturirao u srednjoj školi Nju Trir. Stosel karakteriše svog starijeg brata Toma kao „super zvezdu porodice”, komentarišući: „Dok sam ja uživao u zabavama i igrao poker, on je naporno učio, dobio najviše ocene i otišao na Harvardski medicinski fakultet.” Stosel karakteriše sebe kao „ravnodušnog studenta” dok je bio u koledžu, komentarišući „sanjario sam tokom polovine mojih predavanja na Prinstonu i prijavio se na postdiplomske studije samo zato što sam bio ambiciozan, a te studije su izgledale kao pravi put za dvadesetjednogodišnjaka koji je želeo da napreduje.” Iako je bio primljen u Školu bolničkog menadžmenta pri Univerzitetu u Čikagu, Stosel je bio „bolestan od škole” i smatrao je da će mu posao pružiti nadahnuće da prione na postdipolomske studije sa obnovljenom revnošću.

## Političke pozicije
Stoselovi novinski izveštaji i pisanje pokušavaju da rasklinkaju popularna uverenja. Njegova serija Mitovi i laži iz 20/20 specijala izaziva niz liberalnih verovanja. Takođe je bio voditelj šoa Moć verovanja (6. oktobar 1998), jednog specijala ABC Vesti koji se fokusirao na tvrdnjama o paranormalnosti i želji ljudi da veruju. Jedan drugi izveštaj je naglasio verovanje da je protivljenje DDT-u pogrešno i da je zabrana DDT-a rezultirala smrću miliona dece, uglavnom u siromašnim zemljama.

### Libertarijanizam
Kao libertarijanac, Stosel je izjavio da on veruje u ličnu slobodu i slobodno tržište. On često koristi televizijsko emitovanje da bi promovisao ove stavove i izazvao nepoverenje gledalaca u kapitalizam slobodnog tržišta i ekonomsku konkurenciju. On je primio počasni doktorat sa Univerziteta Francisko Marokin, libertarijanskog univerziteta u Gvatemali, 2008. godine.
Stosel tvrdi da individualni samointeres ili „pohlepa” stvara podsticaj za više rada i inoviranje. On je promovisao je izbor škole kao način da poboljšaju američke škole, verujući da će ljudi kad imaju izbor izabrati škole koje su najprikladnije za njihovu decu.
Stosel je kritikovao vladine programe zbog neefikasnosti, rasipništva i štetnosti. Takođe je kritikovao američki pravni sistem, tvrdeći da on pruža podsticaj advokatima i napadnim parničarima da indiskriminantno podnose neozbiljne tužbe. Stosel tvrdi da te tužbe uglavnom stvaraju više bogatstva advokatima nego klijenima koji zaslužuju kompenzaciju, da ta praksa guši inovacije i lične slobode, i da nanosi štetu privatnim građanima, poreskim obveznicima, potrošačima i preduzećima. Iako Stosel priznaje da su neke parnice neophodne kako bi se pružila pravda ljudima koje su istinski oštetili drugi s većom ekonomskom moći, on se zalaže za usvajanje engleskog pravila u SAD kao jednog od metoda smanjenja zloupotreba ili neozbiljnijih tužbi.
Stosel se protivi minimalnoj plati, korporativnim subvencijama, spasavanjima i Ratu u Iraku. On se takođe protivi zakonskim zabranama pornografije, marihuane, rekreativnih droga, kockanja, preprodaje karata, prostitucije, poligamije, homoseksualnosti i potpomognutog samoubistva, i smatra da bi većina pobačaja trebala da bude legalna. On se zalaže za niže i jednostavnije poreze, i podržao je ili istražio razne ideje u svojim specijalima i na svojim TV serijama za promenu poreskog sistema, uključujući prelazak na paušalni porez, i zamenu poreza na dohodak sa FairTax.

## Knjige
- Give Me a Break: How I Exposed Hucksters, Cheats, and Scam Artists and Became the Scourge of the Liberal Media... (Paperback изд.). Harper Paperbacks. 2005. ISBN 978-0-06-052915-4.
- Myths, Lies and Downright Stupidity: Get Out the Shovel – Why Everything You Know is Wrong (Paperback изд.). Hyperion. 2007. ISBN 978-0-7868-9393-5.
- No, They Can't: Why Government Fails – But Individuals Succeed. Threshold Editions. 2012. ISBN 9781451640946.

## Spoljašnje veze
- Zvanični veb-sajt
- John Stossel na sajtu  (jezik: engleski)
- Džon Stosel на веб-сајту  (језик: енглески)
- American Justice Partnership (12. 12. 2005). „Special Interview...Steve Hantler (of) John Stossel”. Архивирано из оригинала (17 minute MP3 audio) 12. 07. 2007. г. Приступљено 14. 10. 2007.